# 3479 Malaparte
A 3479 Malaparte (ideiglenes jelöléssel 1980 TQ) a Naprendszer kisbolygóövében található aszteroida. Zdenka Vávrová fedezte fel 1980. október 3-án.